# Помер (Хорватія)
Помер (хорв. Pomer) — населений пункт у Хорватії, в Істрійській жупанії у складі громади Медулин.

## Населення
Населення за даними перепису 2011 року становило 462 осіб.
Динаміка чисельності населення поселення:

## Клімат
Середня річна температура становить 14,41 °C, середня максимальна – 27,27 °C, а середня мінімальна – 1,47 °C. Середня річна кількість опадів – 759 мм.
| Клімат поселення                              | Клімат поселення | Клімат поселення | Клімат поселення | Клімат поселення | Клімат поселення | Клімат поселення | Клімат поселення | Клімат поселення | Клімат поселення | Клімат поселення | Клімат поселення | Клімат поселення | Клімат поселення |
| Показник                                      | Січ.             | Лют.             | Бер.             | Квіт.            | Трав.            | Черв.            | Лип.             | Серп.            | Вер.             | Жовт.            | Лист.            | Груд.            |                  |
| Середній максимум, °C                         | 10,19            | 10,46            | 13,46            | 17,09            | 21,74            | 25,76            | 27,28            | 27,22            | 22,58            | 18,55            | 13,54            | 10,39            |                  |
| Середня температура, °C                       | 5,83             | 6,11             | 9,10             | 12,73            | 17,38            | 21,41            | 24,09            | 24,03            | 19,38            | 15,33            | 10,34            | 7,21             |                  |
| Середній мінімум, °C                          | 1,47             | 1,74             | 4,75             | 8,36             | 12,99            | 17,03            | 20,89            | 20,84            | 16,18            | 12,15            | 7,16             | 4,01             |                  |
| Норма опадів, мм                              | 65               | 52               | 53               | 58               | 51               | 57               | 36               | 61               | 70               | 88               | 97               | 71               |                  |
| Середньомісячна швидкість вітру, м/с          | 2.79             | 3.00             | 3.10             | 2.99             | 2.65             | 2.56             | 2.59             | 2.50             | 2.66             | 2.87             | 3.10             | 3.00             |                  |
| Середньомісячна сонячна радіація, кДж/м²·день | 4587             | 7481             | 10948            | 15654            | 20084            | 22089            | 23130            | 19950            | 14544            | 9422             | 5019             | 3905             |                  |
| --------------------------------------------- | ---------------- | ---------------- | ---------------- | ---------------- | ---------------- | ---------------- | ---------------- | ---------------- | ---------------- | ---------------- | ---------------- | ---------------- | ---------------- |
| Джерело:                                      |                  |                  |                  |                  |                  |                  |                  |                  |                  |                  |                  |                  |                  |